# 海堤

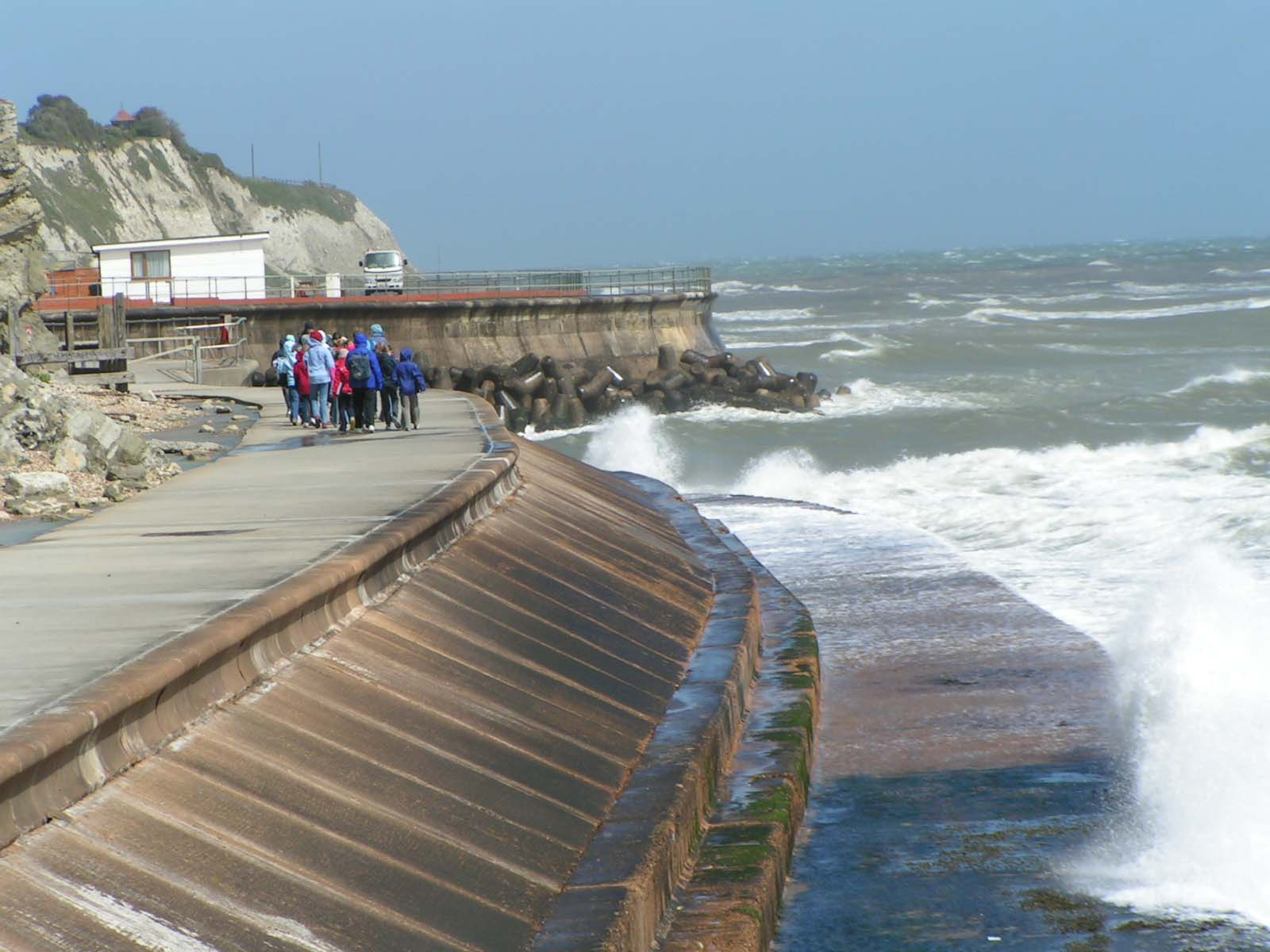
英國懷特島海堤。

海堤（英语：Seawall）是人工修建的擋浪潮堤壩，或稱「海塘」，「大堤」、「海牆」等。

## 種類

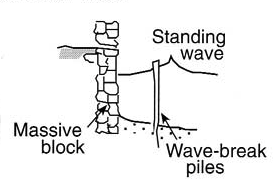
垂直壁型
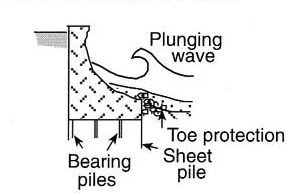
彎曲壁型
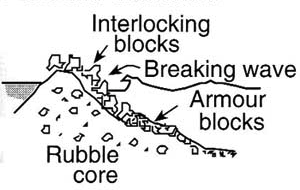
緩傾斜式

## 各国海堤

### 中國

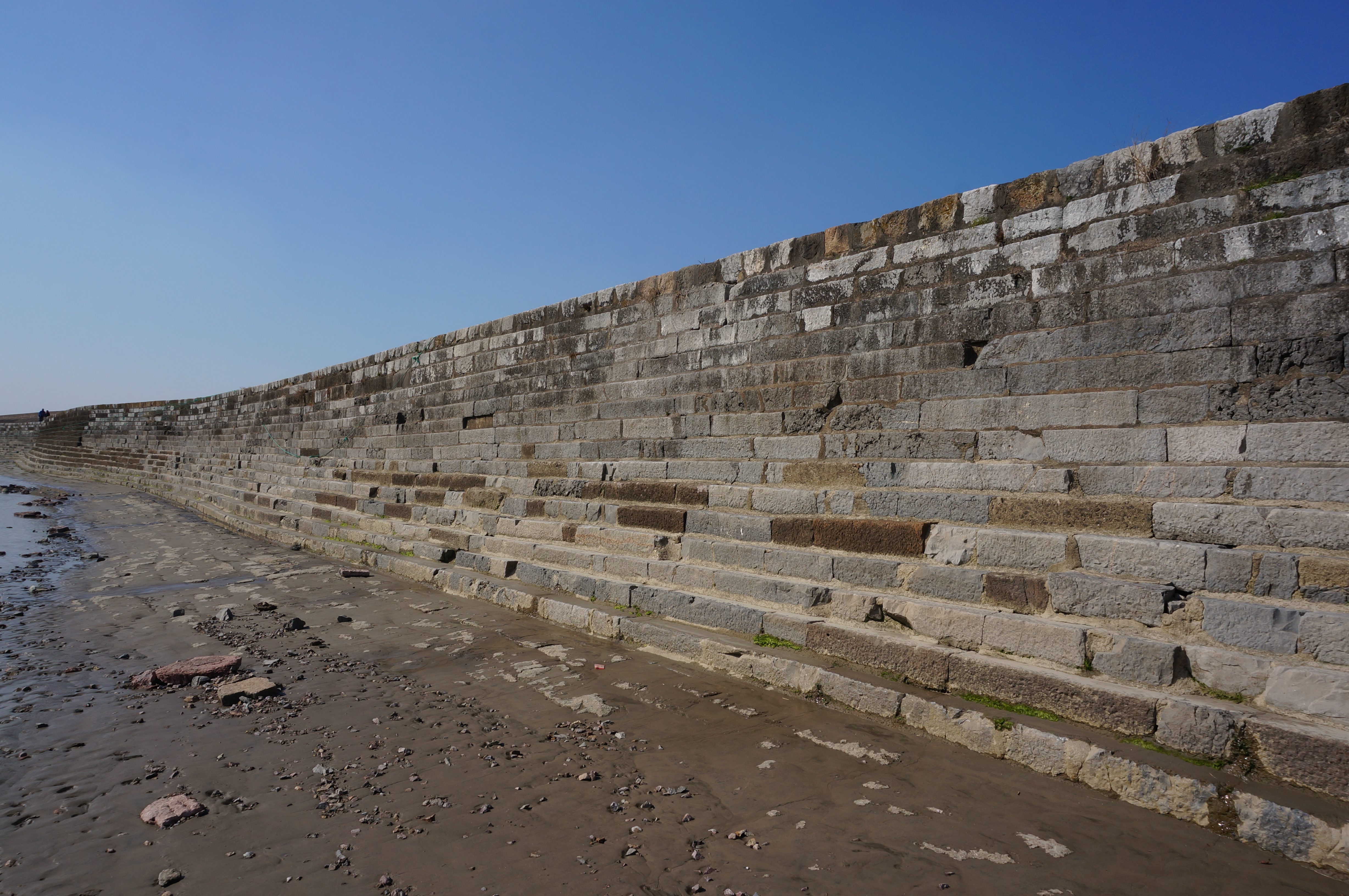
钱塘江海塘海宁段老盐仓鱼鳞大石塘，建于康熙五十九年（1720年）至六十一年（1722年）。

在中國東南沿海，海塘對於當地生產和生活具有重要屏障意義。目前的海塘主要分佈在江蘇和浙江兩省以及福建省和上海市等。尤其是在杭州灣兩岸，海塘綿延，用以保護塘內耕地和平民生活。
錢塘江口和杭州灣地區修建海塘由來已久，吳越國統治兩浙時期，大修海塘是其重要國策之一。此舉是日後兩浙成為中國重要經濟活躍區的保障因素之一。
海塘在目前的文獻中，大量被稱為「大壩」，其原因可能是習慣使用普通話的中國大陸北方居民的詞彙中沒有「海塘」一詞，故以「大壩」概之。請注意與內陸水電站上的大壩相區別。

#### 全国主要海塘

##### 福建省
- 高集海堤（已拆毁）
- 集杏海堤（已拆毁）

##### 上海市
- 寶山區海塘
- 崇明區海塘
- 浦東新區海塘：總長55公里，設計防禦標準200年一遇高潮以及12級風浪。
- 奉賢區海塘
- 金山區海塘

##### 浙江省

###### 杭州灣和錢塘江口南岸
- 镇海后海塘

###### 溫州地區
- 靈霓北堤：總長14.5公里，設計防禦標準50年一遇風浪。

###### 舟山地區
- 仇江门海塘

### 韓國

#### 全羅北道
- 新萬金海堤

### 土耳其

#### 伊斯坦堡
- 君士坦丁堡海牆

## 圖片

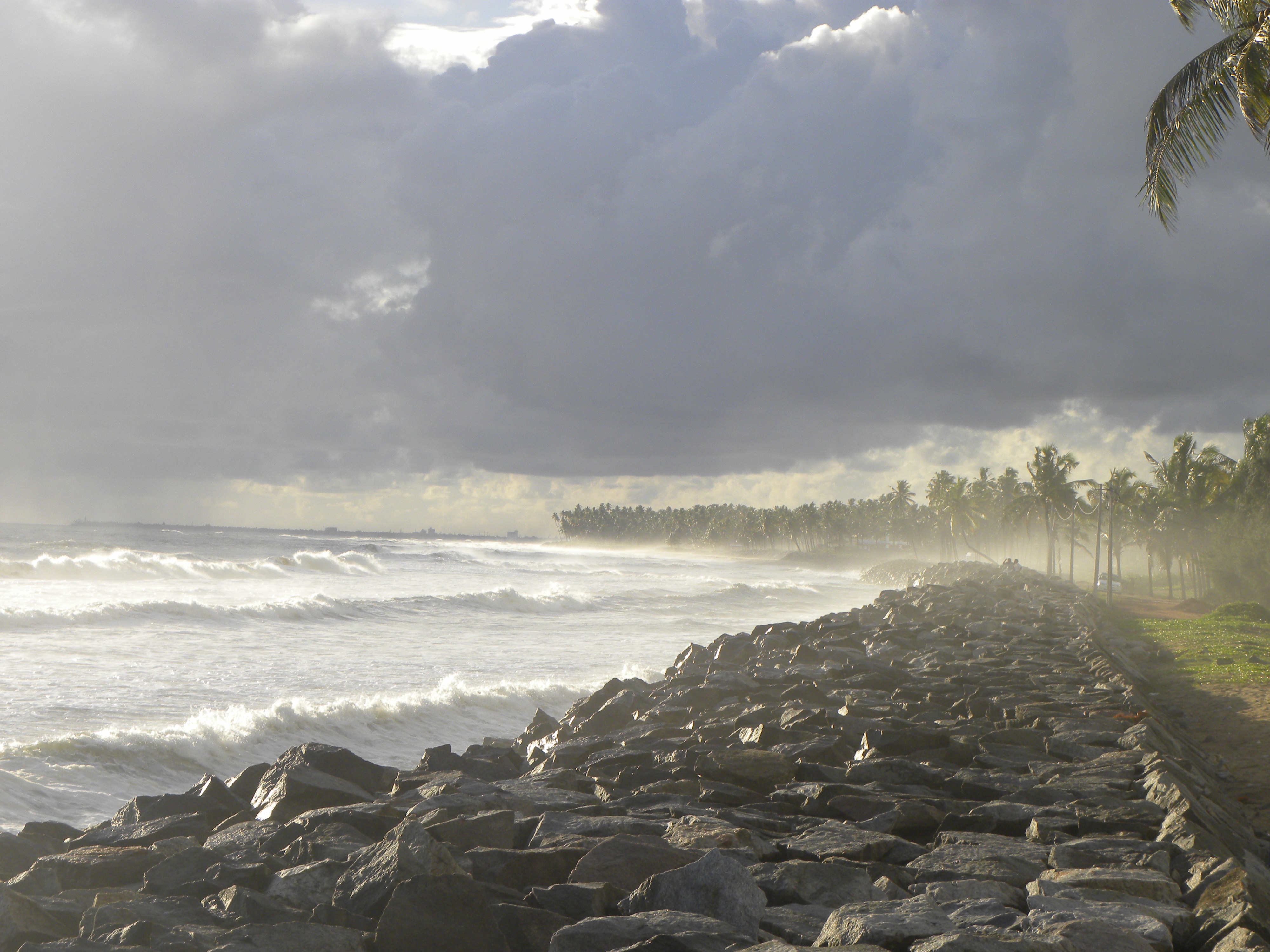
印度喀拉拉邦帕拉沃奧爾海堤
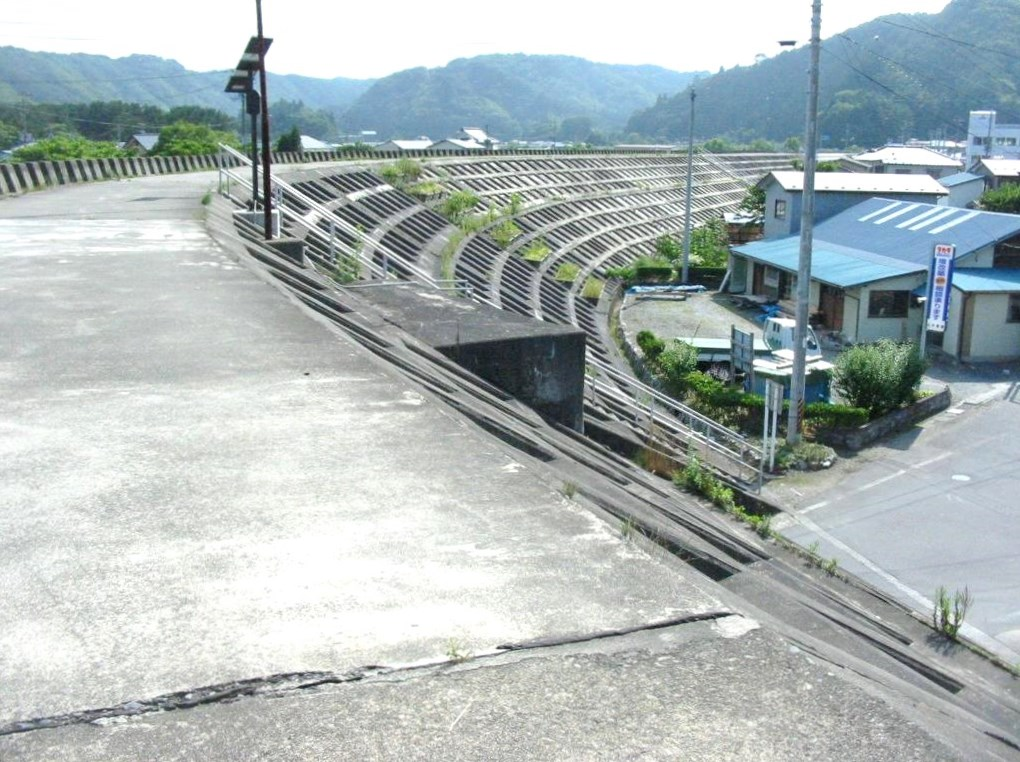
日本岩手県宮古市田老地区海堤
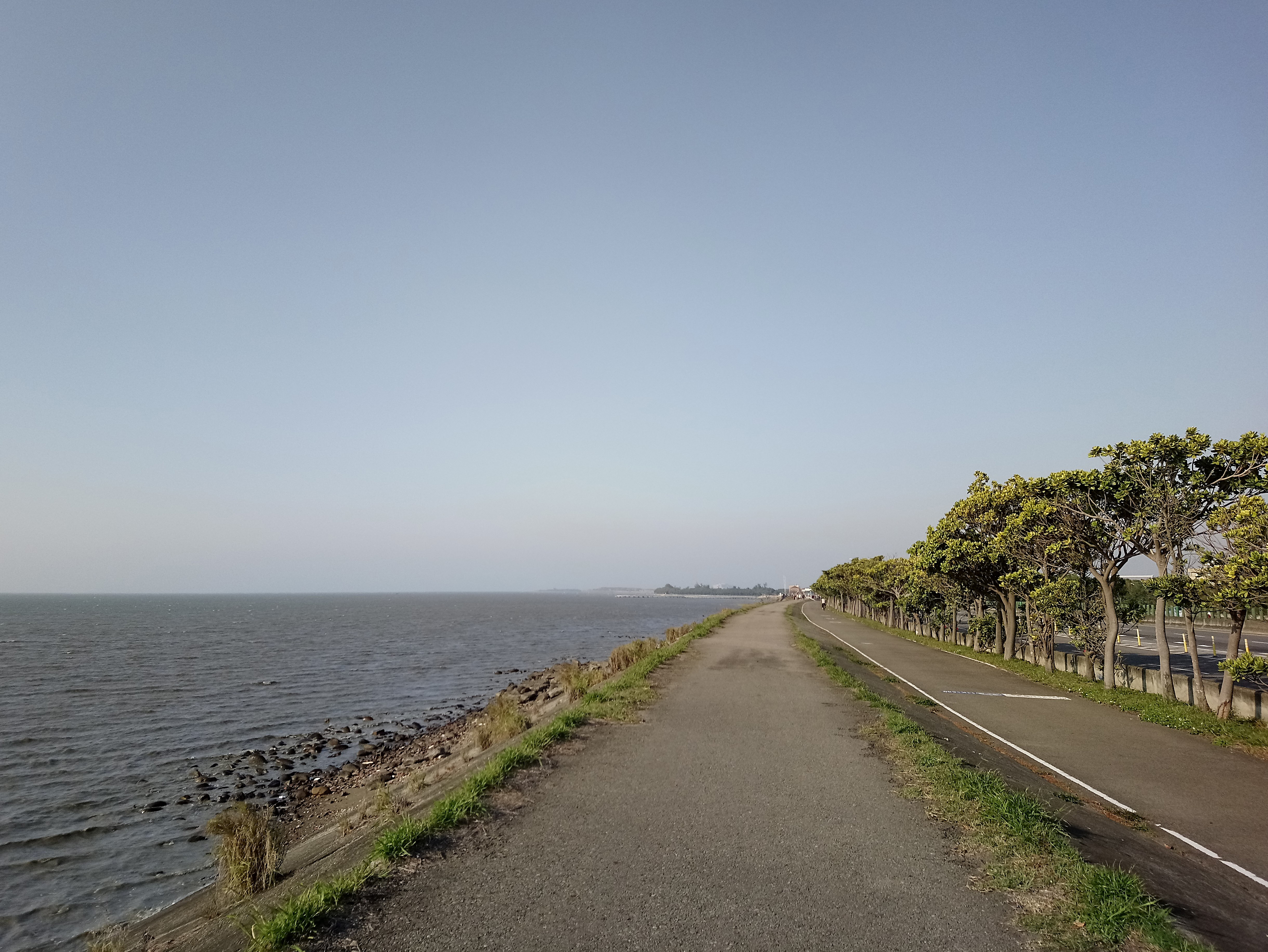
台灣新竹香山區海堤
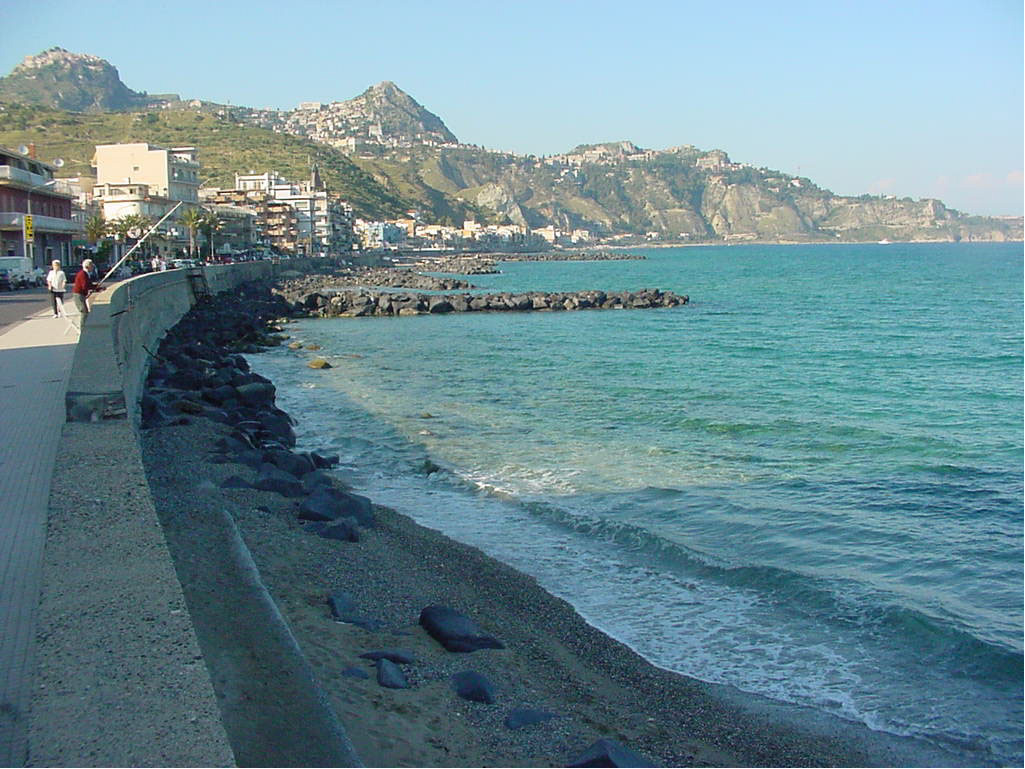
西西里島海堤
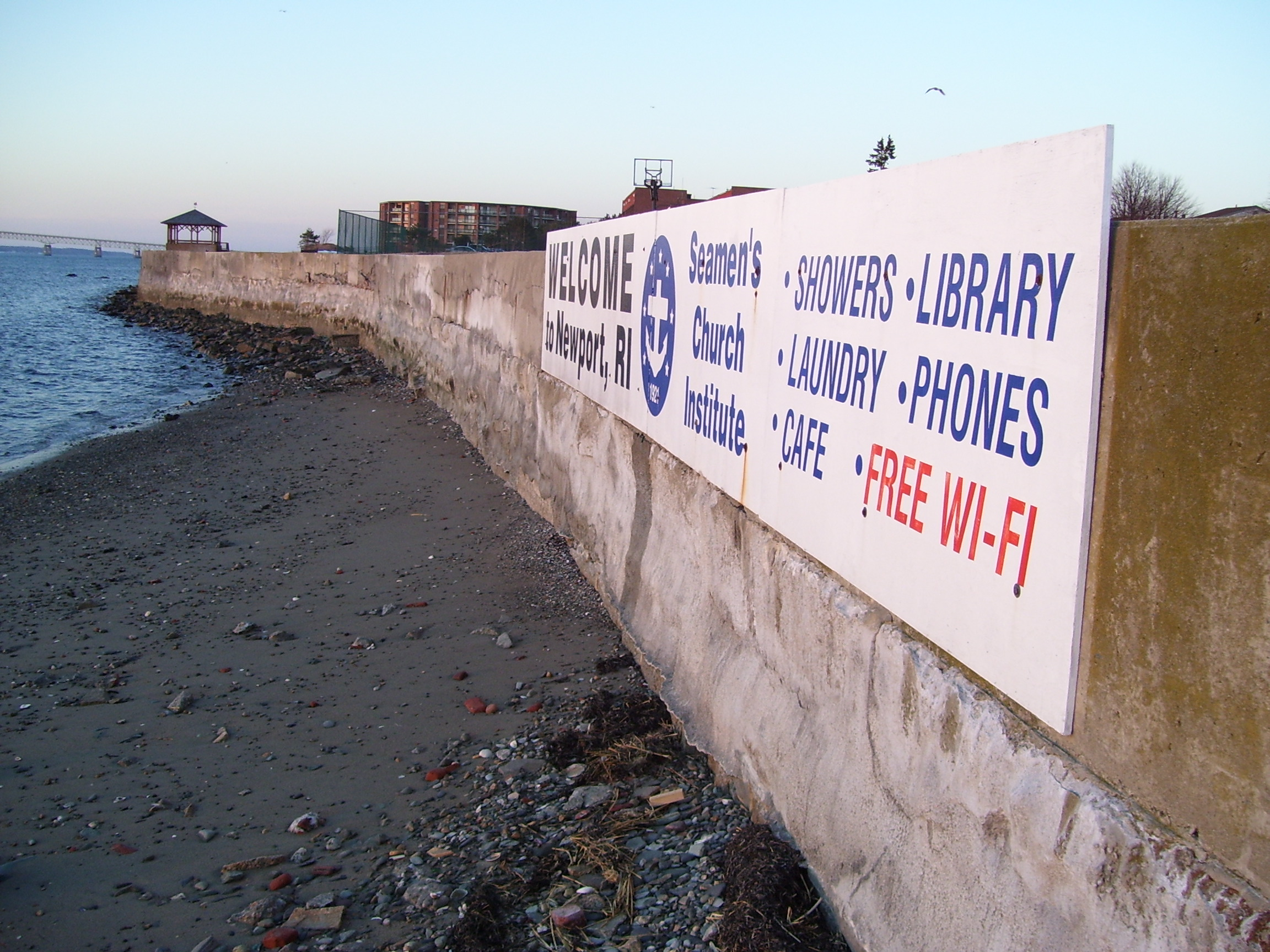
美國羅得島州紐波特海堤